# Evan Spiegel
Evan Thomas Spiegel (Los Ángeles, 4 de junio de 1990) es un hombre de negocios francoestadounidense conocido por ser uno de los fundadores y presidentes de la empresa multinational Snap Inc., que fundó como Snapchat Inc., la cual creó junto a Bobby Murphy y Reggie Brown cuando eran estudiantes en la Universidad de Stanford. Spiegel fue nombrado el millonario más joven en 2015 y para 2019 se mantenía entre los jóvenes más ricos de Estados Unidos.

## Primeros años y educación
Evan nació en Los Ángeles, California como el primer hijo de John W Spiegel y Melissa Ann Thomas, ambos abogados. Tiene dos hermanos menores. Spiegel creció en Pacific Palisades, California, donde fue criado en la Iglesia episcopal. Fue educado en Crossroads School en Santa Mónica, y asistió a la Universidad de Stanford.
Spiegel tomó clases de diseño en la Otis College of Art and Design cuando aún estaba en la secundaria y asistió al Art Center College of Design en Pasadena durante un verano antes de entrar en Stanford. También trabajó como becario en Red Bull. Aún siendo estudiante, trabajó para una compañía de biomedicina, en Ciudad del Cabo, Sudáfrica, y en Intuit, en el proyecto TxtWeb. Spiegel es miembro de la fraternidad Kappa Sigma.

## Carrera
En abril de 2011, mientras estudiaba diseño de productos en Stanford, Spiegel propuso una aplicación con mensajes efímeros como uno de sus proyectos, una idea de la que se burlaron sus compañeros. Más tarde ese año, Spiegel trabajó con Bobby Murphy y Reggie Brown para lanzar el prototipo de su proyecto llamado inicialmente "Picaboo", el cual más tarde fue renombrado como Snapchat. La popularidad de la aplicación creció notablemente y en 2012, Evan dejó Stanford para centrase en Snapchat poco antes de completar su carrera. Para finales de 2012, su aplicación había llegado al millón de usuarios diarios activos.
En febrero de 2017, Spiegel y Murphy se comprometieron a donar 13.000.000 acciones de durante los 15–20 siguientes años a las artes, educación y la juventud.
En julio de 2018, Spiegel reveló a "Stay Tuned", el programa de NBC News sobre Snapchat, que había completado los requerimientos de su carrera y se había finalmente graduado ese año. Declaró que su primer hijo, Hart Kerr Spiegel, había sido su motivación para finalizar sus estudios para así inspirar a su hijo a graduarse también.

## Vida personal
En 2015 empezó una relación con Miranda Kerr (anteriormente modelo de Victoria's Secret), con la que se comprometió en julio de 2016. La pareja se casó en mayo de 2017, en una ceremonia íntima celebrada en Los Ángeles a la que solamente acudieron 45 personas. A mediados de noviembre de 2017, la pareja confirmó que estaban esperando su primer hijo en común. El 7 de mayo de 2018 nació su primer hijo, Hart Kerr Spiegel. En marzo de 2019 se dio a conocer que la pareja estaba esperando su segundo hijo juntos. En octubre de 2019 nació su segundo hijo, otro varón, al que llamaron Myles Spiegel. En septiembre de 2023 se hizo público que iba a ser padre por tercera vez. Su tercer hijo, Pierre Kerr Spiegel, nació el 27 de febrero de 2024.
Francófilo, aprende el idioma francés y en septiembre de 2018 obtiene la nacionalidad francesa con su hijo Hart gracias al principio de "extranjero emérito".